# Égalité devant la loi en droit français

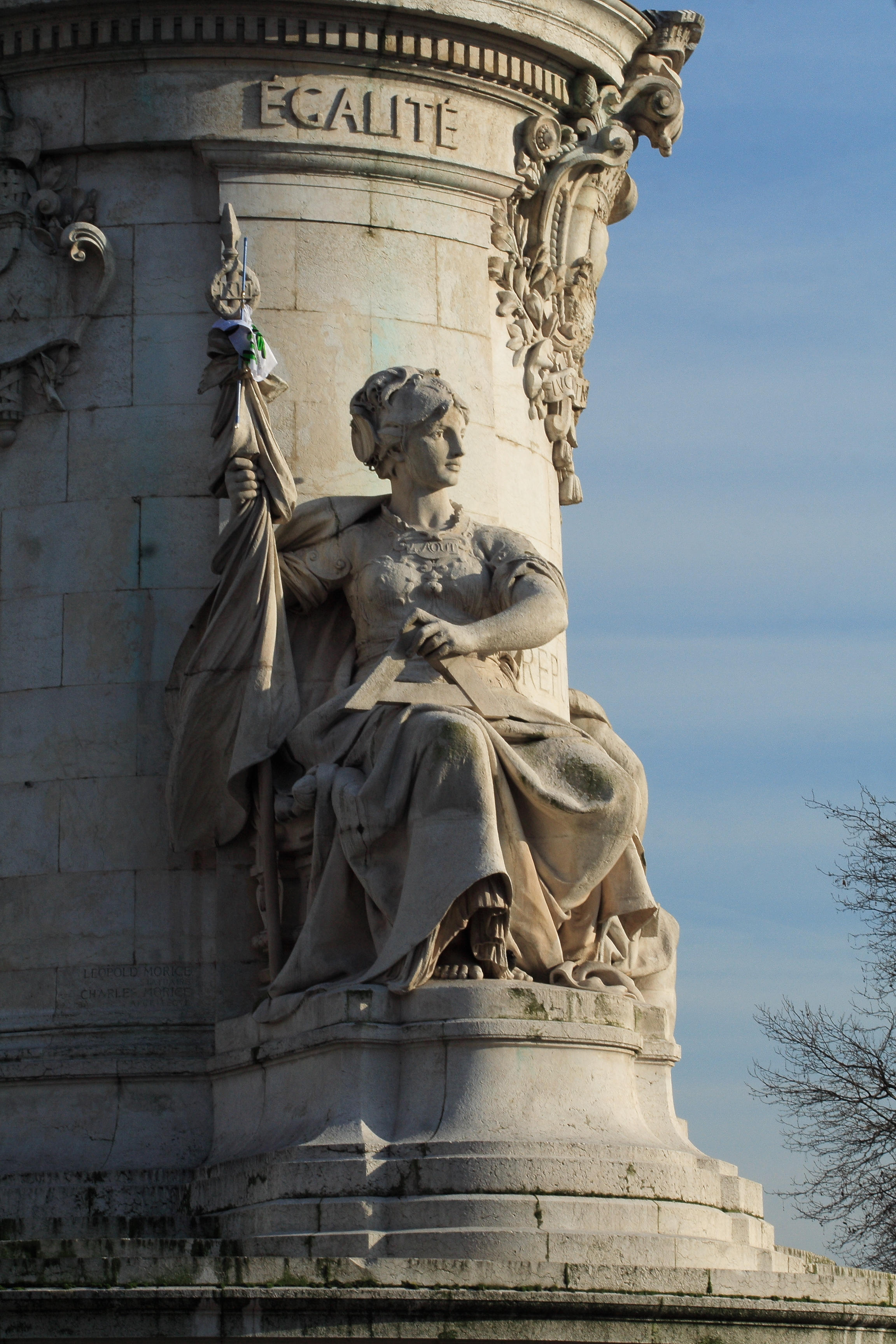
Allégorie de l'Égalité, sur la place de la République (Paris).

En droit français, l'égalité devant la loi est un principe constitutionnel selon lequel la loi traite toute personne de même façon. Personne ne doit avoir de privilèges garantis par la loi. 

## Déclaration des droits de l'homme et du citoyen
La proclamation de l'abolition des privilèges dans la nuit du 4 août 1789 en France a été rapidement suivie entre les 20 et 26 août par le vote de la Déclaration des droits de l'homme et du citoyen, qui affirme le principe d'égalité :
- dans son article 1er : « Les hommes naissent et demeurent libres et égaux en droits ».
- dans son article 6 : « La Loi est l'expression de la volonté générale. Tous les Citoyens ont droit de concourir personnellement, ou par leurs Représentants, à sa formation. Elle doit être la même pour tous, soit qu'elle protège, soit qu'elle punisse. Tous les Citoyens étant égaux à ses yeux sont également admissibles à toutes dignités, places et emplois publics, selon leur capacité, et sans autre distinction que celle de leurs vertus et de leurs talents. »

## Principe central de la démocratie
Le principe d'égalité devant la loi est un principe central du libéralisme politique. Alors que l'Ancien Régime fonctionnait sur le principe de l'inégalité en droits, les régimes issus des révolutions française et américaine prennent pour fondement l'égalité en droits. Pour autant, les élections n'étaient pas ouvertes à tous les citoyens, distinguant les actifs et les passifs. La distinction se faisant sur des critères de revenu.
Se contentant de traiter les individus de la même façon, l'État doit les laisser libres dans leur propre « recherche du bonheur ».

## Application selon les situations
Le principe d'égalité doit être respecté par le législateur lors de la production des lois.

### Décisions du Conseil constitutionnel
L'application de ce principe en France est vérifiée par le Conseil constitutionnel. Celui-ci l'a assoupli « en admettant des modulations lorsque celles-ci reposent sur des critères objectifs et rationnels au regard de l'objectif recherché par le législateur et que cet objectif n'est lui-même ni contraire à la Constitution, ni entaché d'une erreur manifeste d'appréciation ».
Voir l'arrêt Alliès (23.07.1975) du Conseil constitutionnel français relatif au principe d'égalité entre les justiciables.
En France, depuis une décision du 9 avril 1996, le Conseil constitutionnel juge que « le principe d'égalité ne s'oppose ni à ce que le législateur règle de façon différente des situations différentes ni à ce qu'il déroge à l'égalité pour des raisons d'intérêt général pourvu que, dans l'un et l'autre cas, la différence de traitement qui en résulte soit en rapport direct avec l'objet de la loi qui l'établit ».

### Code de procédure pénale
Le Code de procédure pénale garantit cependant l'égalité des justiciables devant l'application de la loi en édictant dans son article préliminaire que « les personnes se trouvant dans des conditions semblables et poursuivies pour les mêmes infractions doivent être jugées selon les mêmes règles ».

## Égalité et capacité juridique
Le principe d'égalité devant la loi peut être limité par l'existence de critères discriminatoires en termes de reconnaissance de la capacité juridique. Ainsi, en France, les femmes ont perdu la capacité juridique en 1804 avec le Code Napoléon, et ne l'ont retrouvée (partiellement) qu'à compter de 1938. De la même façon, alors que la capacité juridique en France est limitée pour les majeurs protégés, allant jusqu'à la suppression de la capacité d'exercer, le Commissariat aux droits de l'homme du Conseil de l'Europe juge que ces dispositions sont en contradiction avec le principe d'égalité devant la loi pour les personnes handicapées et à la Convention relative aux droits des personnes handicapées.